# Earth 2160
Earth 2160 è un videogioco di strategia in tempo reale, ambientato nel modo di fantascienza della serie "Earth", sviluppato da "Reality Pump" e pubblicato nel 2005.
Questo è il seguito di Earth 2150: Escape from the Blue Planet anch'esso di "Reality Pump" e di Earth 2140 sviluppato da "TopWare" che ha iniziato la serie.

## Modalità di gioco
Ci sono 4 campagne per il gioco in singolo (di 7 missioni ognuna), relative a: "Dinastia Eurasiatica" (ED), "Stati Uniti Civilizzati" (UCS), "Corporazione Lunare" (LC) e "Alieni" (A); inoltre sono presenti 10 scenari e 10 mappe per il gioco in gruppo (4) con la possibilità di salvare la gara.
Si ha a disposizione un'applicazione indipendente "E2160 World", che è un completo editor di mappe e scenari (questi sono poi utilizzabili sia per il gioco in gruppo anche in gara con il computer su LAN o su Internet, che in singolo contro il solo computer).